# Stara Sîneava
Stara Sîneava (în ucraineană Стара Синява) este așezarea de tip urban de reședință a raionului Stara Sîneava din regiunea Hmelnîțkîi, Ucraina. În afara localității principale, mai cuprinde și satele Iosîpivka, Ivankivți, Telijînți și Ulasovo-Rusanivka.

## Demografie
Componența lingvistică a așezării de tip urban Stara Sîneava
     Ucraineană (98,66%)
     Rusă (1,07%)
     Alte limbi (0,26%)
Conform recensământului din 2001, majoritatea populației așezării de tip urban Stara Sîneava era vorbitoare de ucraineană (98,66%), existând în minoritate și vorbitori de rusă (1,07%).